# Emmanuel Frémiet

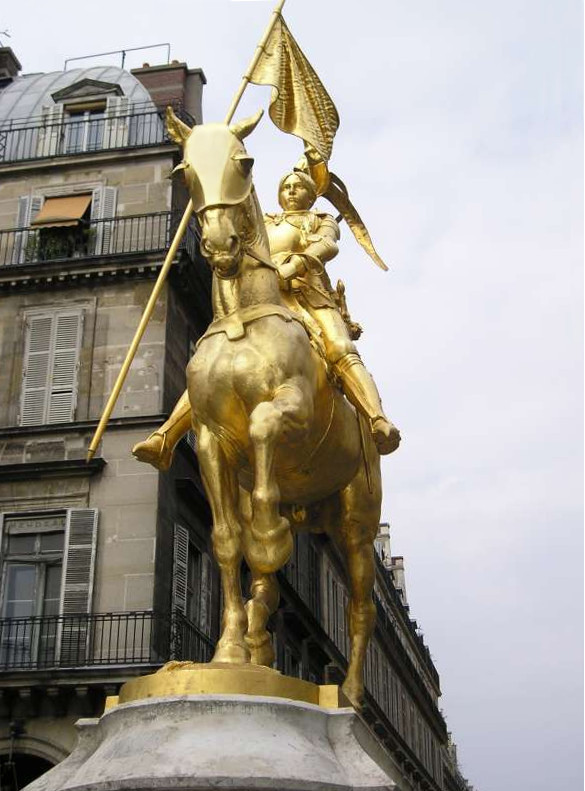
Statuia Ioanei D'Arc din Paris

Emmanuel Frémiet (n. 6 decembrie 1824, Montrouge, Seine, Franța – d. 10 septembrie 1910, Paris, Franța) a fost un sculptor francez care, executând lucrări comandate de către patrioții francezi într-un stil neoclasic, este recunoscut ca un artist care a excelat în realizarea de sculpturi animaliere într-un stil naturalist. El este celebru pentru sculptura Ioanei D'Arc din Paris și pentru monumentul lui Ferdinand de Lesseps din Suez.

## Biografie
Emmanuel Frémiet s-a născut la data de 6 decembrie 1824, în orașul Paris. Prin mătușa sa Sophie Frémiet, el este nepotul și elevul sculptorului François Rude. El s-a atașat în mod egal și școlii realiste. S-a consacrat mai ales realizării de sculpturi animaliere și statuilor ecvestre în armură.
Lucrările sale de începutau fost în domeniul litografiei științifice (osteologie) și în această epocă puțin propice artiștilor el a lucrat pentru un timp în atelierul sinistru al pictorilor de la Morgă. În anul 1843 el a trimis Salonului din Paris un studiu despre gazele și după aceasta a început o activitate prolifică. Lucrările sale "Urs rănit" și "Câine rănit" datează din anul 1850, iar Muzeul Luxembourg a achiziționat imediat acest exemplu șocant al activității sale.
În anii '50 ai secolului al XIX-lea, Frémiet a realizat mai multe sculpturi legate de epoca lui Napoleon. În anul 1853, Frémiet, "cel mai mare sculptor de animale din epoca sa" a expus sculpturile de bronz ale câinilor basset ai împăratului Napoleon III la Salonul din Paris. În curând după acest eveniment, în perioada 1855-1859, Frémiet a fost însărcinat să realizeze o serie de statuete militare pentru împăratul Napoleon III. El a realizat statuia ecvestră a lui Napoleon I în anul 1868 și a lui Louis d'Orleans în 1869 (la Castelul Pierrefonds).
În anul 1874, Frémiet a realizat prima statuie ecvestră a Ioanei d'Arc, amplasată în Place des Pyramides din Paris. Aceasta a fost înlocuită în anul 1889 cu o altă statuie mai bine realizată. În această perioadă, el a executat "Pan și ursuleții", achiziționată inițial de către Muzeul Luxembourg și în anul 2005 de către Musée d'Orsay.

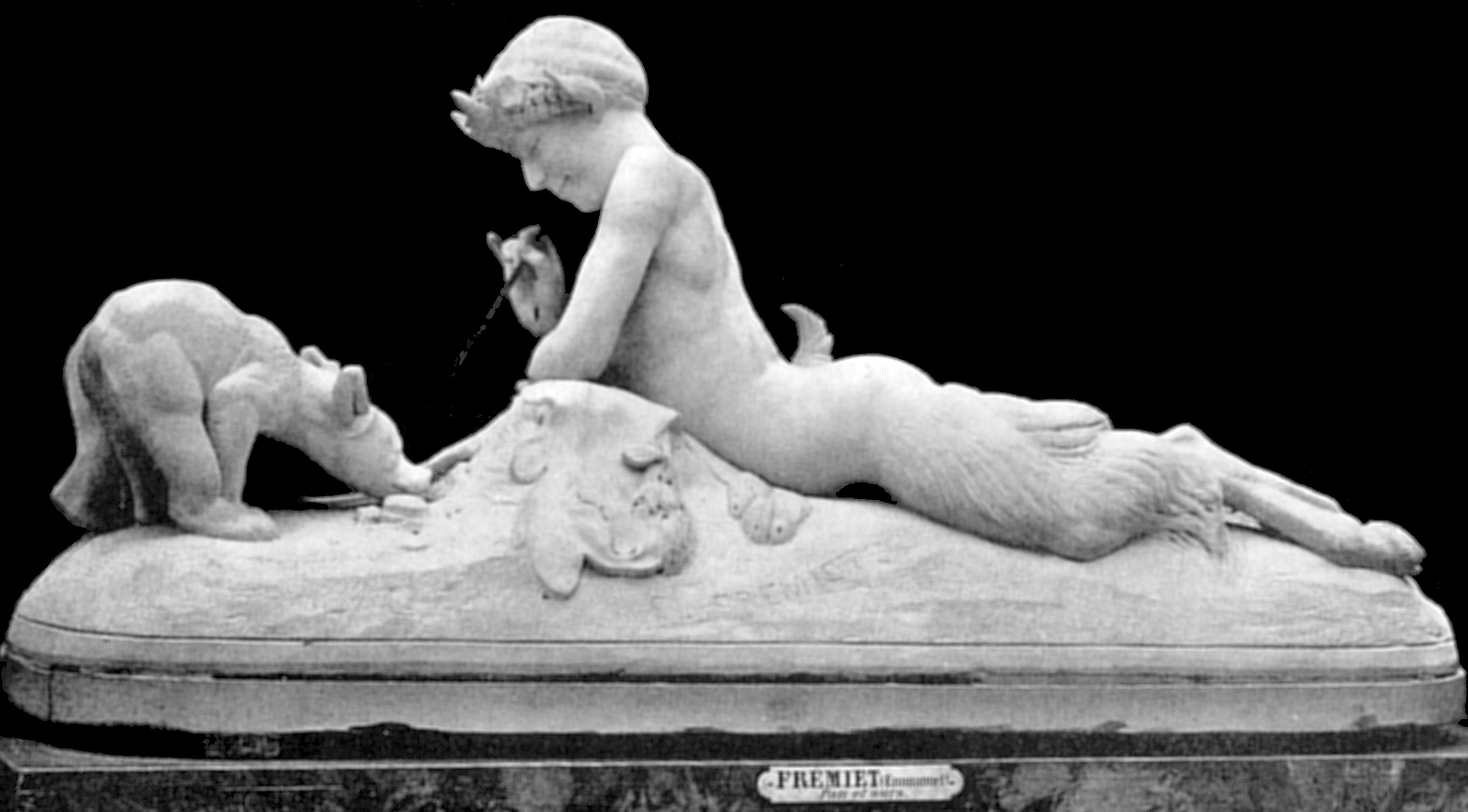
Sculptura "Pan şi ursuleţii" a lui Frémiet

În această epocă, el a expus capodopera sa "Gorila rificând o femeie" care a câștigat Medalia de onoare la Salonul din 1887. Deși admirată în epocă, lucrarea sa pare astăzi ridicolă unor critici pentru reprezentarea gorilei în activitatea de a ridica o femeie goală, probabil cu intenția de a o viola - lucru care este total străin comportamentului unei gorile. Oricum, această acțiune a captat imaginația publicului ca o mărturie a popularității durabile a temei King Kong.
În aceeași manieră și încă mai remarcabilă, este lucrarea sa "Urangutanii și sălbaticii din Borneo" of 1895, o comandă a Muzeului de Istorie Naturală din Paris. Frémiet a executat și Statuia lui Saint Michel amplasată în vârful clopotniței Bisericii St. Michel din Paris, precum și statuia ecvestră a lui Diego Velázquez pentru Jardin de l'Infante de la Palatul Luvru. El a devenit membru al Academiei de Arte Frumnoase în anul 1892 și i-a succedat lui Antoine-Louis Barye ca profesor de desen animalier la Muzeul de Istorie Naturală din Paris.
A încetat din viață în anul 1910, la Paris.

## Câteva opere celebre

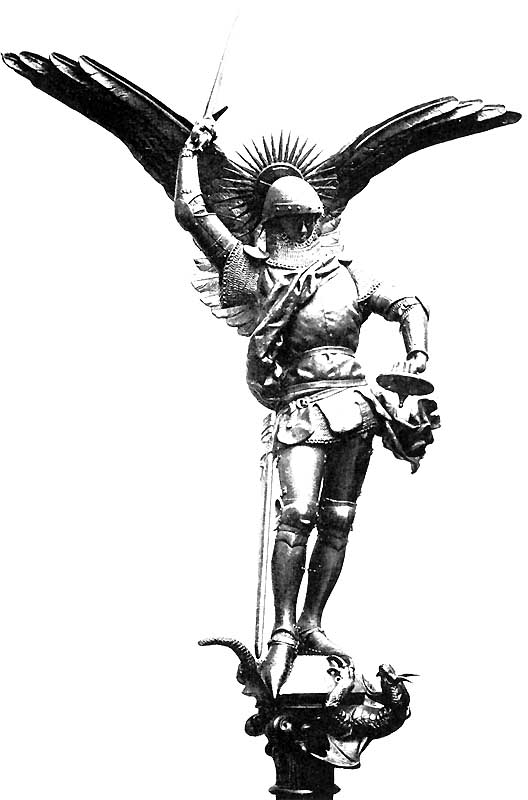
Saint-Michel

- Statuia ecvestră a Ioanei D'Arc - bronz aurit, Place des Pyramides din Paris, ridicată în 1874.
- Saint Michel amenințând balaurul - bronz aurit, în vârful săgeții bisericii din Mont Saint-Michel, instalată în 1897.
- Statuia ecvestră a lui Bertrand du Guesclin - ridicată la Dinan în 1902.
- Fântâna celor Patru Părți ale Lumii - operă a lui Jean-Baptiste Carpeaux, acesta a realizat globul susținut de către cele patru personaje, dar Frémiet a continuat opera după moartea lui Carpeaux în 1875, realizând cei opt cai, delfinii și broaștele țestoase din bazin. Această fântână celebră se află în Piața Camille Jullian din Paris.
- "Tânăr elefant prins în capcană" - monument de fontă realizat pentru Expoziția Universală din Paris 1878, actualmente la Musée d'Orsay.
- "Vânător atacat de către urangutani" și "Vânătorul ursului" în jardin des plantes din Paris.
- Statuia ecvestră a lui Ștefan cel Mare din Iași - monument din bronz, realizat în anul 1882.

Numeroase animale mai mici sunt expuse în muzeele de provincie și la Musée d'Orsay. Un mare număr de lucrări au fost realizate din bronz.

## Fotogalerie

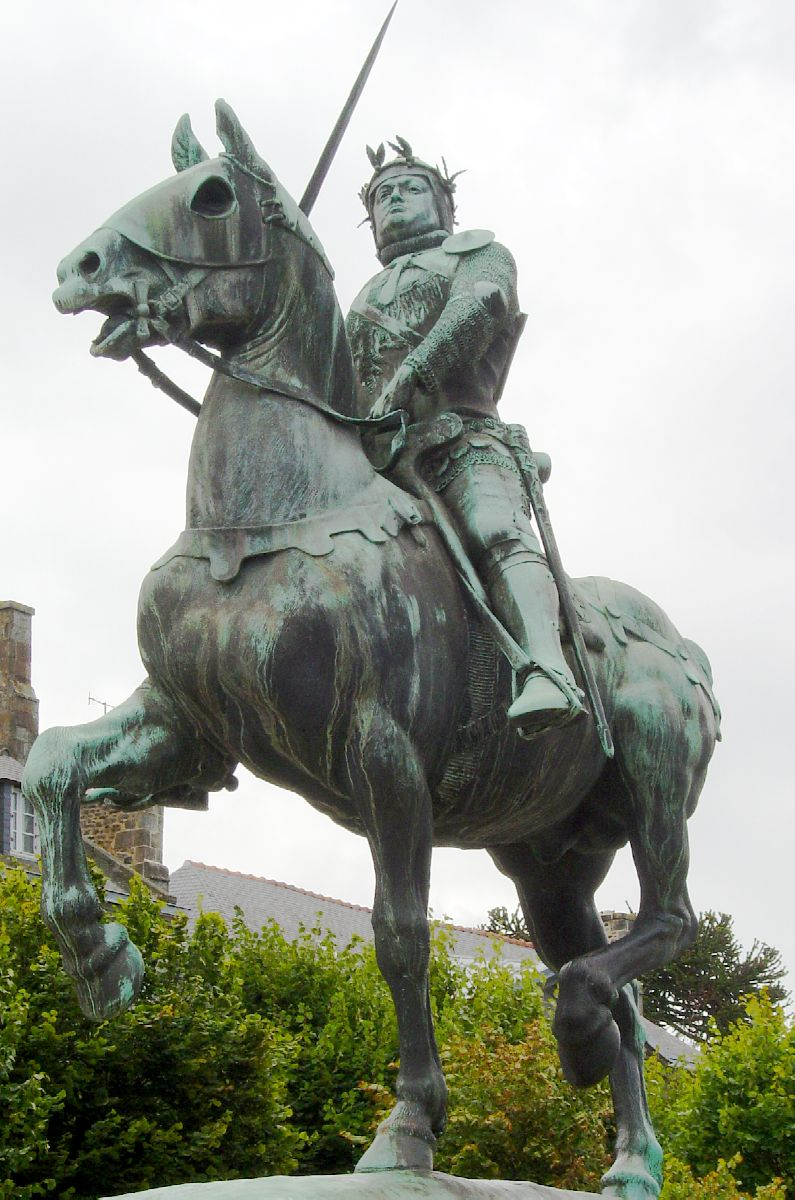
Statuia ecvestră a lui Bertrand du Guesclin din Dinan
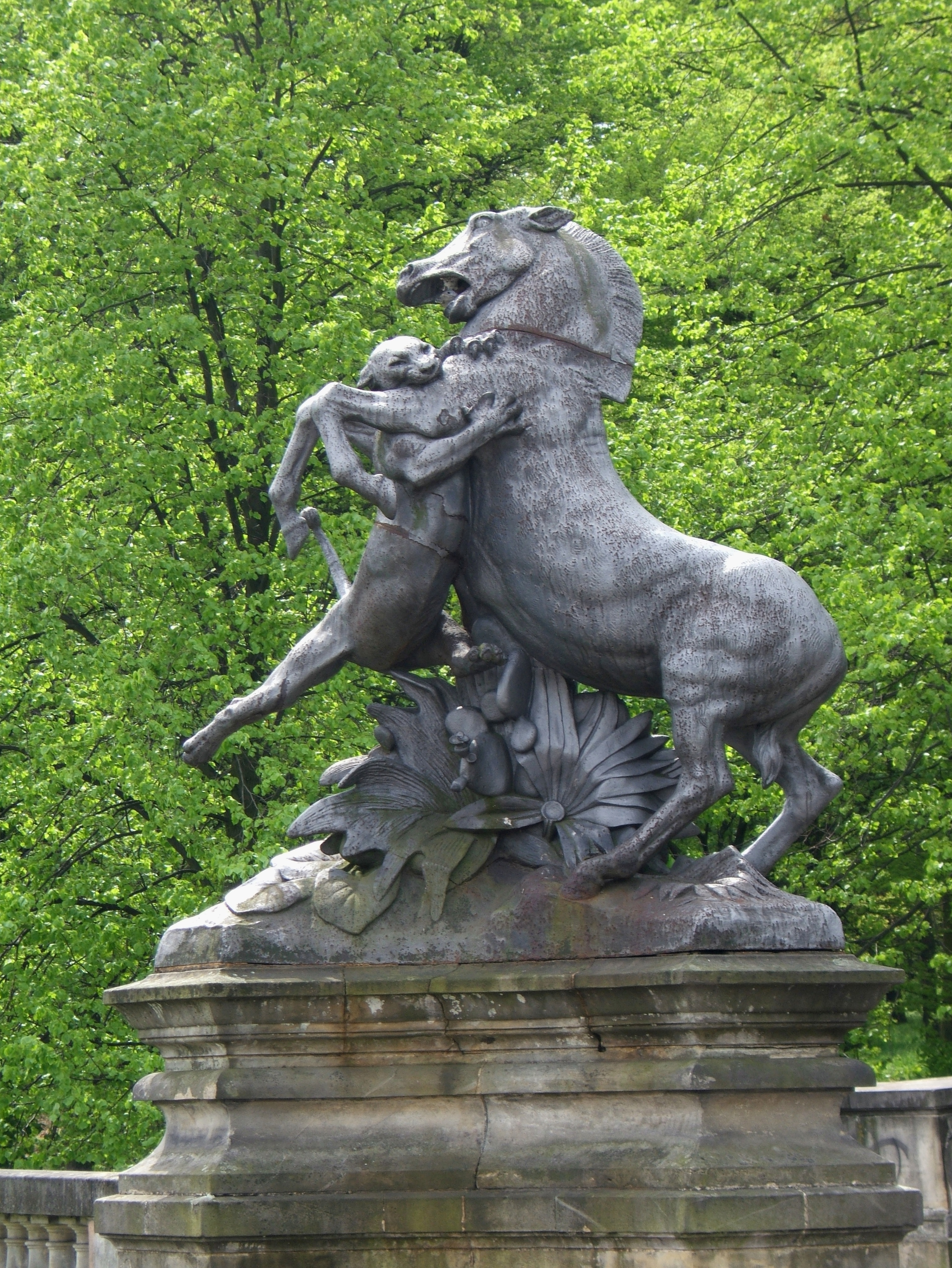
Statuie a lui Frémiet din Neudeck